# Sominko
Sominko – jezioro w Grzybowie, w mezoregionie Bory Tucholskie (gmina wiejska Kościerzyna, powiat kościerski, województwo pomorskie).
Powierzchnia całkowita jeziora wynosi 37,27 ha. W pobliżu jeziora przebiega turystyczny  Szlak Kaszubski.